# Col des Rangiers
Il Col des Rangiers è un passo di montagna nel Canton Giura, Svizzera. Collega la località di Courgenay con Develier. Scollina a un'altitudine di 856 m s.l.m.